# Äset Serykbajew
Äset Serykbajew (ur. 16 grudnia 1982) – kazachski zapaśnik walczący w stylu wolnym.
Dwa razy wystąpił na mistrzostwach świata, zajął 15 miejsce w 2009. Srebrny medal na mistrzostwach Azji w 2007. Jedenasty w Pucharze Świata w 2009. Mistrz Azji juniorów w 1999, trzeci w 2000 roku.